# Azerii din Armenia

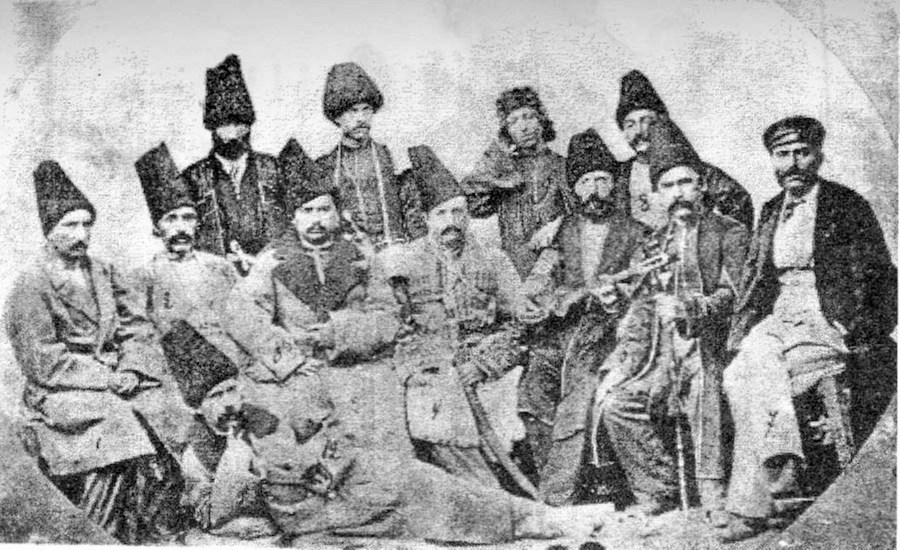
Azeri din Erevan. 1860

## Preludiu istoric
Armenia, țara creștina din antichitatea târzie, a început să-și piardă majoritatea indo-europeană începând cu perioada marilor cuceriri arabe și a repetatelor invazii musulmane. 
Selgiucizii s-au stabilit în zona Armeniei moderne în sec. XI—XIV . De atunci înainte populația turcofonă care în viitor a devenit o parte din poporul azer a devenit un element important și autohton în această regiune, mai ales după dominația mongolă și timuridă.
În Armenia apuseana, unde după cucerirea otomană armenii au trăit în relativă siguranță pentru câteva secole, protejați de invazii externe de puterea militara otomană, armenii creștini au fost expuși până în secolul XIX doar abuzurilor birocrației otomane și jafurilor unor triburi de munteni kurzi față de care nu se puteau apăra din cauza interdicției creștinilor din Anatolia de a purta arme. Atitudinea kurzilor față de armeni diferea de la trib la trib, unii considerându-se prietenii și protectorii acestora, alții afișând o ostilitate deschisă. 
În Armenia răsăriteană, supusa Iranului și devenită teren de luptă între Persia Safavidă și Imperiul Otoman, deportările populației armene au început în secolul XVII. În 1604, în timpul războaielor între Imperiul otoman și Safevizi, șahul Iranului, Marele Abbas I, pentru a-și păstra puterea în Transcaucazia a folosit tactica „pământului pârjolit”, și a deportat toată populație din Armenia actuală, fie creștină (armeană), fie musulmană (azeră). După marturia contemporanului evenimentelor Arakel Davrijetsi, șah Abbas a transformat teritoriul «prosper și fructos la (deșertul) gol». 
Zonele din care populația armeana autohtonă sedentară a fost evacuată forțat, au fost treptat ocupate de triburi nomade și semi-nomade de origine turcomană, venite dinspre est, din zona Republicii Azerbaijanului de azi, acestea ajungând să constituie chiar majoritatea în anumite zone. De confesiune predominant șiită islamică, acestea au căpatat treptat o identitate etnica azeră spre sfârșitul secolului XIX.
După istoricul armeano-american George Bournoutian, "În primul sfert al sec. XIX Hanatul Erevan cuprindea majoritatea teritoriilor Armeniei Orientale, adică cc. 7 mii de km2. Acest teritoriu pe mare măsură era muntos și sec; din toată populație de 100 mii de persoane, aproape 80% era compus de musulmani, iar 20% de creștini".
O parte din populația armeană din Persia a fost însă încurajată să se repatrieze în teritoriile armenești istorice de către Rusia, în urma păcii de la Turkmanceai de dupa razboiul ruso-persan din 1826-1828. Majoritatea armeană relativă a fost consolidată decisiv în zona Transcaucaziană de către intervenția Rusiei Țariste, deloc lipsită de interes în guvernarea unei zone în mod definitoriu majoritar creștine. Astfel s-au pus bazele unei inamiciții viitoare între cele două populații diferite ca origini, limbă și credință religioasă. Evoluțiile istorice ulterioare au dus la încercări reciproce de expulzare a unei populații de către cealaltă, motivată de neîncrederea în posibilitatea unei conviețuiri pașnice, exemplu grăitor al conflictului dintre civilizații.
Astfel, minoritatea azeră din Armenia a fost expulzată definitiv în timpul cele patru valuri mari (1905-1906; 1918-1921; 1948-1950; 1988-1991). Fiecăreia din aceste perioade i-a corespuns un val similar de refugiați armeni către zonele majoritar armene din Transcaucazia rusă și mai târziu post-sovietică.

## Armenizarea toponimelor
In decursul secolelor de ocupație politică a marilor imperii islamice, localitățile de pe teritoriul Armeniei Istorice, au fost supuse unui proces lent de turcizare a numelor, chiar și atunci când erau locuite preponderent de armenii creștini. In mare parte, acest proces s-a datorat poziției sociale dominante a religiei islamice și a limbii oficiale de redactare a documentelor de interes local. Mai târziu, acest fapt a încept să reflecte și modificări în compoziția etnică a vechilor provincii ale Armeniei Mari. Astfel, conform Marii Enciclopediei Sovietice din 1926, populația Republicii Armenia în 1918 era de 1.510.000 locuitori, dintre care 795 000 erau armeni, 575 000 erau "tătari din Azerbaidjan" iar 140 000, reprezentanți ai altor popoare. 
Între 1935-1978, prin hotărâri ale Sovietului Suprem din Armenia, au fost armenizate 465 de toponime turcofone (azere) din țară. În anii '30 conducerea Armeniei Sovietice a început procesul de revenire a denumirilor geografice cu sonoritate din limba turcă și azeră la armenești, indo-europene în origine. De o mare importanță a fost ordonanța Sovietului Suprem al Armeniei din 3 ianuarie 1935 conform căreia au fost redenumite în limba armeană 51 de comune. Mai târziu, în decursul anilor 1945-1952 și în anii '60-'80 campania de redenumire a localităților a căpătat o amploare deosebită și la ora actuală peste 600 de toponime sunt armenizate. Numai în aprilie 1991, conform decretului prezidențial, aceeași soartă au avut-o încă 97 de toponime.

## Purificarea etnică din 1918-1920
Una dintre problemele vitale ale Republicii Azerbaidjan (1918-1920) era normalizarea relațiilor cu Armenia vecină, unde conform recensământului din 1897, din 7 uezde (provincii rusești) în 4 uezde azerii erau ușor majoritari iar în 3 uezde armenii dețineau hotărâtor majoritatea. În condițiile în care Armata Otomană se apropia rapid și cu ostilitate declarată de frontierele Republicii Armenia, autoritațile armene se temeau în mod justificat de sabotaje și atrocitați din partea numeroasei populații islamice turcofone ("azere"). S-a trecut la o politica de intimidare si izgonire a turcofonilor din zonele strategice. Azerbaidjanul era vexat de această politică a Armeniei și de revendicările teritoriale reciproce ale Erevanului și Azerbaidjanului, în special în ce privește provinciile Zangezur (Siunik), Naxicevan și Karabah (Arțakh). 
Spre deosebire de Azerbaidjanul filo-turc și Georgia, devenită pro-germană, Armenia era în 1917-1918 aliata Antantei și, dupa ieșirea Rusiei din război, preluase 80% din efortul militar al frontului caucazian în lupta împotriva Imperiului Otoman. În acest context, trupele generalului armean, Andranik au pătruns în vara anului 1918 în provincia frontalieră Zangezur și au ocupat orașul Goris, provocând primele valuri de “epurări etnice” ale populației locale azere. Ele s-au oprit însa la întrarea în provincia Karabah. În sudul guberniei Erevan zeci de sate azere au fost distruse, 150 000 azeri refugiindu-se în Azerbaidjanul propriu-zis. La 23 noiembrie 1919, la Tiflis, cele două state au semnat o înțelegere conform careia trebuia să fie oprită orice acțiune militară și problemele să fie rezolvate prin mijloace pașnice. Conferința armeano-azeră organizată la Baku la data de 14 decembrie 1919 nu a dat nici un rezultat și peste câteva săptămâni armată armeană a lui Andranik a ocupat din nou Zangezurul. Aceste confruntări s-au succedat, cu mici pauze, până la invazia Armatei Roșii în Azerbaidjan, soldată cu sovietizarea Azerbaidjanului.

## Primele valuri ale deportării
Imediat după terminarea celui de-al doilea război mondial în multe alte republici și enclave armene din afara granițelor R.S.S. Armeană a luat naștere Mișcarea pentru Revenire în Patrie. În cea mai mare măsură datorită lui Anastas Mikoian, un lider comunist de origine armeană, Stalin (în noiembrie 1945) și-a dat acordul pentru organizarea acțiunii de repatriere a armenilor. Deoarece mișcarea a luat amploare și la începutul 1946 numărul doritorilor să revină în Armenia s-a ridicat la 130.000, pe lângă guvernul republicii a fost creat Comitetul pe probleme de preluare și repartizare a armenilor repatriați. Ordonanța Sovietului de Miniștri al U.R.S.S. nr. 754 privind măsurile pentru strămutarea colhoznicilor și azerilor din R.S.S. Armenia în regiunea Kuro-Arax din R.S.S. Azerbaidjană a fost semnată la 23 decembrie 1947 de mâna “tatălui popoarelor”. Conform ordonanței peste 100.000 de “voluntari” trebuiau să plece în decursul a trei ani din cinci raioane de munte din Armenia – Azizbekov (Əzizbəyov), Ehegnadzor, Sisyan, Vedi (numit mai tarziu Ararat), Basarkeçər (redenumit Vardenis) – și să se stabilească în stepa aridă Mil-Muğan. Conform planului, în primul an trebuiau strămutați 10.000 azeri, în anul 1949 – 40.000 azeri, în anul următor – 50.000 azeri. Explicația se afla în articolul nr. 11 al ordonanței: “Prin grija Sovietului de Miniștri al R.S.S. Armenia, armenilor din enclavele de peste hotare reîntorși în republică (…) li se vor repartiza locuințele și construcțiile eliberate de populația azeră”. Procesul a luat sfârșit abia după moartea lui Stalin. La începutul anului 1953 numărul total de azeri și kurzi transportați ar fi ajuns la 150.000 persoane.

## Principalele zone de locuire înainte de deportare
Înainte de expulzarea neoficială a azerilor din 1988-1991, aceștia locuiau în regiunile cedate Armeniei de Azerbaidjan (Goyce și Zangezur în azeră Göyçə și Zəngəzur) precum și în alte zone ale țării, constituind o parte din populația orașului Erevan (în azeră İrəvan). În 1987, dintre 36 raioane din RSS Armenia, în 18 minoritatea azeră avea o pondere însemnată, fiind al doilea element etnic din republică. Spre 1988, toata minoritatea, adică 300.000 de persoane au fugit în Azerbaidjan.

## Ținutul Goyce
Regiunea Goyce (Göyçə în azeră), numită după cel mai mare bazin-fermă din Caucaz, ocupă malul drept al lacului Sevan (Goyce) și corespunde în mare măsură cu județele Basarkecer (Basarkeçər) (Vardenis) și Ciambarak (Çəmbərək) din Armenia.

## Ținutul Zangezur
Regiunea Zangezur (Zəngəzur în azeră) conține două marz-uri (provincii) actuale ale acestei țări cum ar fi Sunik și Vaioțdzor, care sunt așezate între enclava azeră Nahcivan și teritoriul principal al Republicii Azerbaidjan. Daralayaz (în armeană Vaioțdzor) are o suprafață de 2 406 km2 și după expulzarea azerilor are doar 53 000 de locuitori. Zangazur (în armeană Sunik) are suprafața de 4 505 km2 și 134 000 de locuitori.

## Pierderile teritoriale Azerbaidjanului către Armenia
Ambele ținuturi istorice au suprafața de 7 000 km2 și au fost temporar în componența primei Republicii Azerbaidjan (1918-1920). Acest stat, fiind recunoscut la februarie 1920 de căre Mările Puteri, a ridicat pretenții la un teritoriu de 114 000 km2. Ulterior, acesta a fost redus la numai 86 600km2. Se presupune că aproximativ 3 milioane de cetățeni ai Republicii Azerbaidjan sunt, la origine, azeri din Armenia, fiind urmașii ai refugiaților din teritoriul acestui stat, emigrați în timpul celor patru valuri mari (1905-1906; 1918-1921; 1948-1950; 1988-1991), ceea ce creează o altă sursă de tensiune.

## "Justiția" sovietică
Datorită războaielor ruso-turce din sec. XIX, în sudul Georgiei și în vestul Azerbaidjanului s-au refugiat mase mari de creștini care încercau să scape pârjolului otoman. Aceasta a contribuit la problema granițelor după obținerea independenței statelor Transcaucaziene în 1918. Războiul armeano-azer a început imediat după prăbușirea Imperiului Rus și a continuat cu mici pauze până la instalarea puterii sovietice în Caucaz. În 1921, puterea sovietică din RSS Azerbaidjană, invocând „frăția socialistă”, a cedat provinciile Goyce, Zangezur și partea muntoasă a uezdului Qazax (raioanele Tauș, Idjevan, Berd) către RSS Armeană. În același timp și clar ilustrativ pentru politica lui Divide et impera regiunea Karabahului de Munte, populată în proporție de peste 90% de armeni, se va regăsi în interiorul granițelor Azerbaidjanului sovietic, pe motiv de "facilitare" a transporturilor și căilor de comunicație.

## Recensământele sovietice, Armenia
| An   | Total     | Urban             | Rural             | Armeni            | Azeri           | Ruși          | Yazidi/Kurzi  | Ucrainieni   | Asirieni     | Greci        | Georgieni     | Bieloruși     | Alții         |
| ---- | --------- | ----------------- | ----------------- | ----------------- | --------------- | ------------- | ------------- | ------------ | ------------ | ------------ | ------------- | ------------- | ------------- |
| 1926 | 878,929   | 165,908 (18.8%)   | 713,021 (81.1%)   | 743,571 (84.5%)   | 83,181 (9.4%)   | 19,548 (2.2%) | 15,262 (1.7%) | 2,826 (0.3%) | N/A          | 2,980 (0.3%) | 274 (0.03%)   | 360 (0.04%)   | 10,927 (1.2%) |
| 1939 | 1,282,338 | N/A               | N/A               | 1,061,997 (82.8%) | 130,896 (10.2%) | 51,464 (4%)   | 20,481 (1.5%) | 5,496 (0.4%) | 3,280 (0.2%) | 4,181 (0.3%) | 652 (0.05%)   | 458 (0.03%)   | 3,433 (0.2%)  |
| 1959 | 1,763,048 | N/A               | N/A               | 1,551,610 (88%)   | 107,748 (6.1%)  | 56,477 (3.2%) | 25,627 (1.4%) | 5,593 (0.3%) | N/A          | 4,976 (0.2%) | 816 (0.04%)   | 805 (0.04%)   | 9,396 (0.5%)  |
| 1970 | 2,491,873 | 1,481,532 (59.4%) | 1,010,341 (40.5%) | 2,208,327 (88.6%) | 148,189 (5.9%)  | 66,108 (2.6%) | 37,486 (1.5%) | 8,390 (0.3%) | 5,544 (0.2%) | 5,690 (0.2%) | 1,439 (0.05%) | 1,179 (0.04%) | 9,521 (0.3%)  |
| 1979 | 3,037,259 | 1,992,539 (65.7%) | 1,038,208 (34.3%) | 2,724,975 (89.7%) | 160,841 (5.2%)  | 70,336 (2.3%) | 50,822 (1.6%) | 8,900 (0.2%) | 6,183 (0.2%) | 5,653 (0.1%) | 1,314 (0.04%) | 1,183 (0.03%) | 7,052 (0.2%)  |
| 1989 | 3,304,776 | 2,229,540 (67.8%) | 1,058,137 (32.2%) | 3,083,616 (93.3%) | 84,860 (2.5%)   | 51,555 (1.5%) | 56,127 (1.6%) | 8,341 (0.2%) | 5,963 (0.1%) | 4,650 (0.1%) | 1,364 (0.04%) | 1,061 (0.03%) | 7,239 (0.2%)  |